# Profesorado en España
El profesorado en España tiene distintos tipos de clasificación atendiendo a la procedencia de la iniciativa educativa y al régimen de financiación de la misma. El profesor puede desarrollar su trabajo bien en la enseñanza pública, en la enseñanza concertada (de iniciativa privada, pero financiada con fondos públicos, sometida a concierto educativo) o en la enseñanza privada (sin financiación pública).
Además, existen otros puntos de vista desde los cuales los profesionales de la enseñanza en España pueden clasificarse:
En función del ejercicio legal de la profesión:
- Por cuenta propia: como profesional libre.
- Por cuenta ajena: en cualquiera de sus modalidades de vinculación jurídica con el empleador.

Dependiendo del sistema educativo en el que trabaje:
- Profesor en enseñanza reglada.
- Profesor en enseñanza no reglada.
- Profesor o monitor de educación no formal.
- Profesor o monitor de educación especial.
- Etc.

## Profesorado del sistema público educativo en España
Educación Infantil
- Maestro
- Técnico Superior en Educación Infantil[1]

Educación Primaria
- Maestro

Educación Secundaria y Educación Superior no universitaria.
- Profesor de Educación Secundaria / Catedrático de Enseñanza Secundaria.
- Profesor/Catedrático de Escuelas Oficiales de Idiomas.
- Profesor/Catedrático de Conservatorio Profesional de Música y Danza.
- Profesor Técnico de Formación Profesional.
- Profesor de Artes Plásticas y Diseño
- Maestro de Taller de Artes Plásticas.

Educación superior universitaria
- Catedrático de Universidad (Profesor Pleno en el Sistema Universitario Vasco)
- Profesor Titular de Universidad (Profesor Agregado en el Sistema Universitario Vasco y Catalán)
- Catedrático de Escuela Universitaria
- Profesor Titular de Escuela Universitaria
- Profesor Ayudante Doctor
- Profesor Ayudante
- Profesor Contratado Doctor
- Profesor Colaborador
- Profesor Asociado
- Profesor Emérito
- Profesor Visitante
- Maestro de Taller o Laboratorio
- Técnico de Laboratorio
- Capataz de Escuela Técnica

Educación Especial
- Maestro
- Logopeda
- Técnico Superior en Educación Infantil
- Técnico Superior en Integración Social
- Educador especializado